# ستيف ويست (لاعب دارت)
ستيف ويست (بالإنجليزية: Steve West)‏ هو لاعب دارت بريطاني، ولد في 5 يونيو 1975 في إبينغ ‏ في المملكة المتحدة.

## وصلات خارجية
- ستيف ويست على موقع DartsDatabase.co.uk (الإنجليزية)